# Cantone di Redessan
Il Cantone di Redessan è una divisione amministrativa dell'arrondissement di Nîmes.
È stato costituito a seguito della riforma approvata con decreto del 24 febbraio 2014, che ha avuto attuazione dopo le elezioni dipartimentali del 2015.

## Composizione
Comprende i seguenti 21 comuni:
- Argilliers
- Bezouce
- Cabrières
- Castillon-du-Gard
- Collias
- Domazan
- Estézargues
- Fournès
- Lédenon
- Meynes
- Montfrin
- Pouzilhac
- Redessan
- Remoulins
- Saint-Bonnet-du-Gard
- Saint-Gervasy
- Saint-Hilaire-d'Ozilhan
- Sernhac
- Théziers
- Valliguières
- Vers-Pont-du-Gard